# The Younger Lady

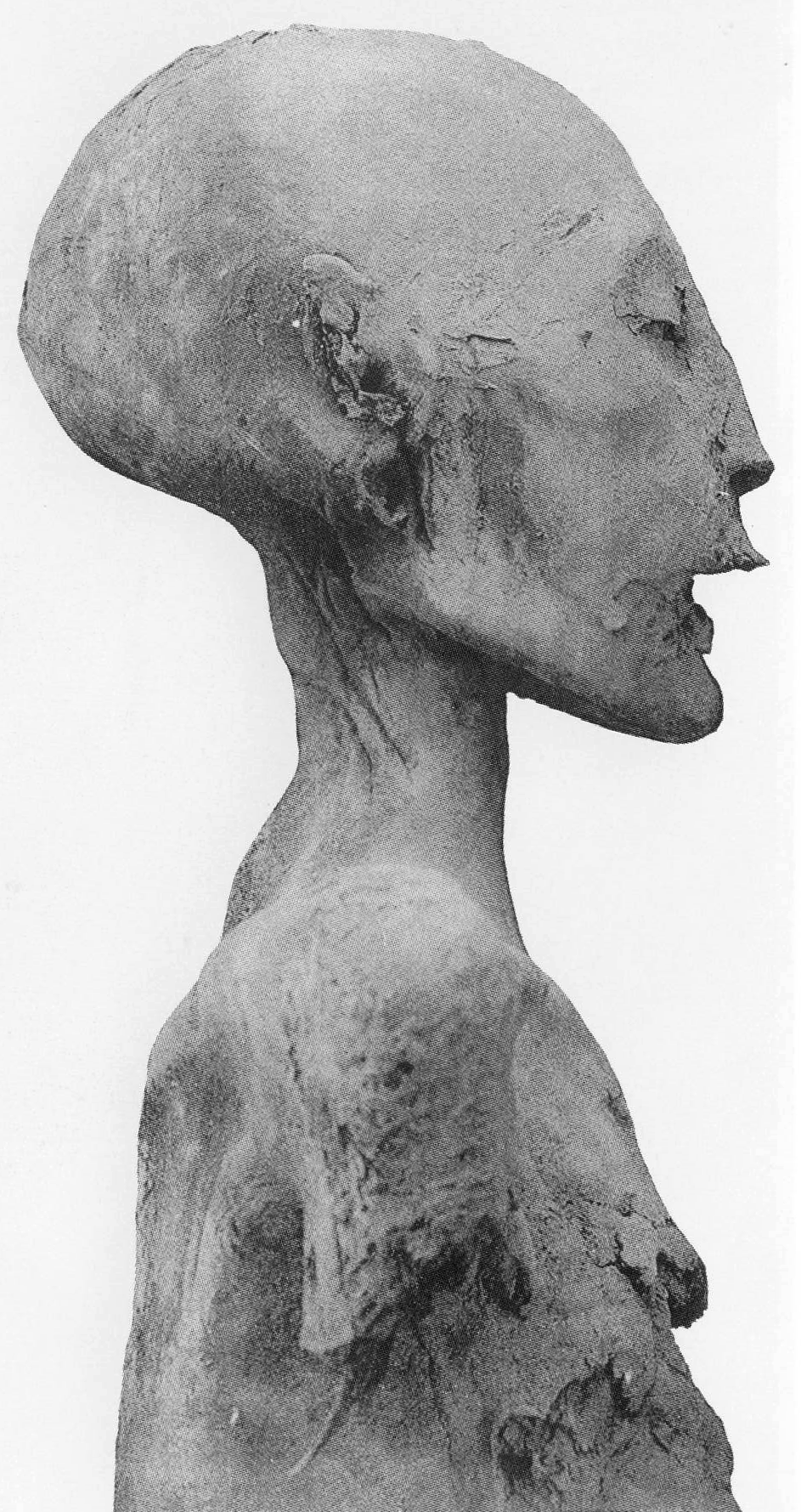
Profilo destro della mummia della Younger Lady. Sono chiaramente visibili i gravi danni causati alla salma dai razziatori di tombe: il braccio destro mozzato, il torace sfondato (che si aggiungono a quella che è ritenuta la ferita che causò la morte della donna, sulla guancia sinistra). Fotografia di G. Elliot Smith, 1912.

The Younger Lady è il nome con cui è informalmente nota una mummia femminile scoperta nella Valle dei Re, nel 1898, da parte dell'archeologo francese Victor Loret. Attraverso esami del DNA, questa mummia è stata identificata come madre del faraone Tutankhamon, figlia di Amenofi III e Tiy, nonché sorella di Akhenaton. È anche designata con le sigle KV35YL (YL sta per Younger Lady) e 61072. Si trova al Museo egizio del Cairo. Un tempo si credeva che si trattasse della mummia della regina Nefertiti, ma gli esami del DNA hanno confutato questa ipotesi.

## Scoperta e identificazione

### Scoperta
La mummia fu scoperta giacente accanto ad altre due mummie, nella tomba KV35: un ragazzino morto intorno ai 10 anni, forse il principe Ubensenu, e un'altra donna, più anziana (soprannominata The Elder Lady), identificata come la grande regina Tiy grazie agli esami del DNA compiuti sui resti dei congiunti di Tutankhamon. Le tre salme furono rinvenute una accanto all'altra, denudate e private di ogni oggetto identificativo in una piccola anticamera della tomba; tutte e tre mostrano danni inflitti con particolare violenza da parte dei tombaroli.

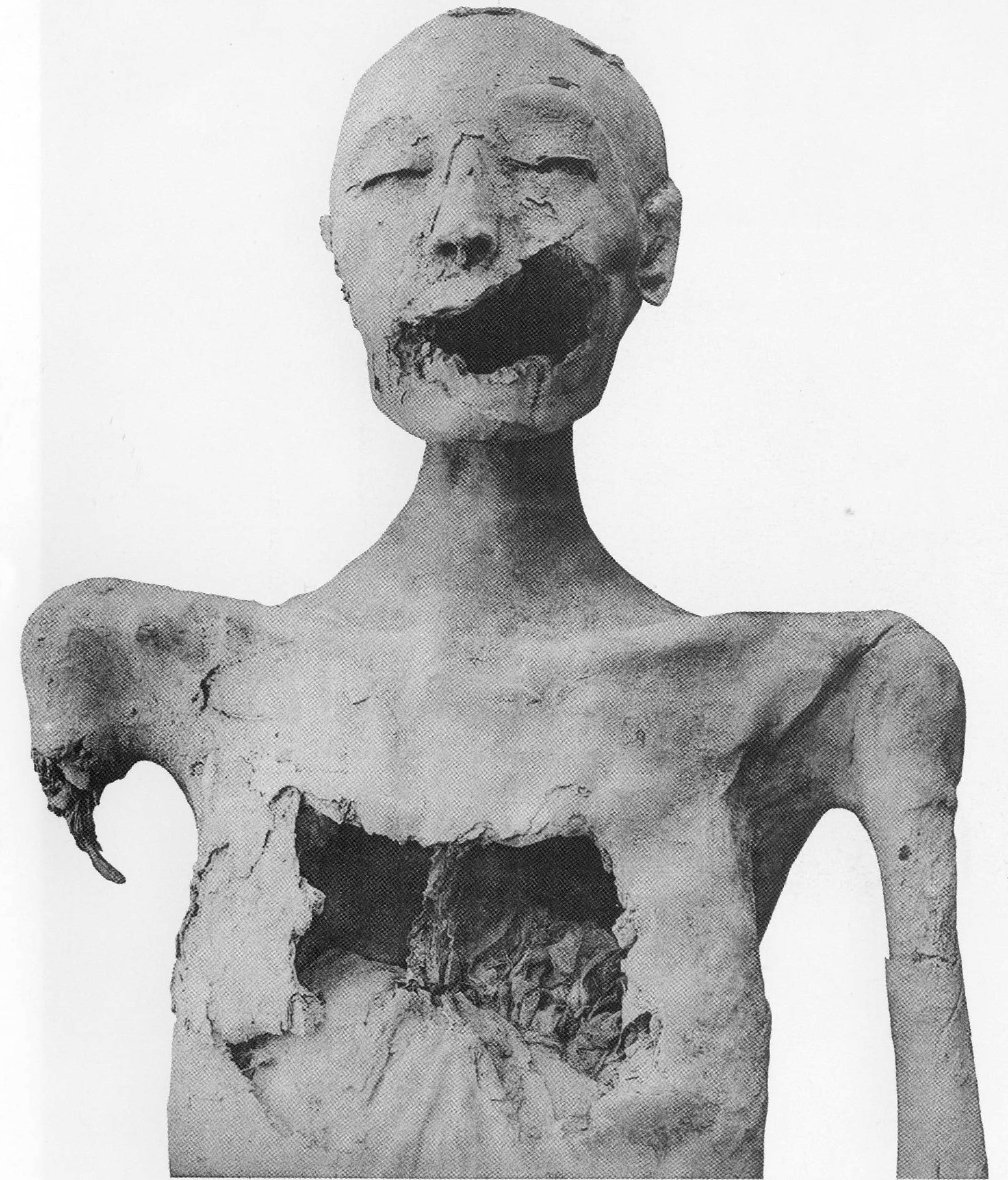
Vista frontale della mummia, con la grande ferita ante-mortem sul volto e il torace fracassato dai razziatori. Fotografia di G. Elliot Smith, 1912.

La maggior parte delle teorie identificative si raccolse intorno alla Younger Lady. Al momento della scoperta, Victor Loret credette che si trattasse del corpo di un giovane uomo, a causa del capo rasato. Una quindicina d'anni dopo, l'analisi dell'anatomista G. Elliot Smith accertò il sesso femminile dei resti; fino ad allora l'asserzione di Loret non era mai stata confutata.

### Le figlie di Amenofi III e Tiy
Gli esami del DNA autosomico e mitocondriale ne hanno definitivamente dimostrato il sesso femminile. Ciò portò anche alla scoperta che era sorella (non sorellastra) di suo marito, la mummia della tomba KV55, e che entrambi erano figli di Amenofi III e Tiy. Il matrimonio fra fratelli era pratica assai comune all'interno della famiglia reale egizia, riprendendo il mito di Osiride e Iside, fratelli e sposi. Anche l'identità della mummia maschile della KV55 è oggetto di dibattiti fin dalla sua scoperta, nel 1907. I resti sono attribuiti da alcuni studiosi ad Akhenaton, da altri a Smenkhara. Tale legame di parentela attenuerebbe la possibilità che la Younger Lady (vale a dire, la madre di Tutankhamon) fosse Nefertiti oppure Kiya, una importante moglie secondaria di Akhenaton, dato che né Nefertiti né Kiya furono sorelle di Akhenaton o figlie di Amenofi III, come attesta invece il DNA della Younger Lady. La possibilità che si tratti di Sitamon, Iside o Henuttaneb, figlie di Amenofi III, è ritenuta improbabile, poiché queste tre erano già andate in mogli al loro padre Amenofi III, assumendo così il titolo di Grandi Spose Reali: qualora fossero andate in spose al fratello Akhenaton, con il loro rango avrebbero surclassato Nefertiti; invece soltanto Nefertiti è nota come Grande Sposa Reale di Akhenaton e regina d'Egitto. Si potrebbe concludere che la mummia apparterrebbe a Nebetah o Baketaton, figlie di Amenofi III che non pare abbiano sposato il loro padre. Tuttavia è noto che Amenofi III ebbe dalla regina Tiy 8 figlie.

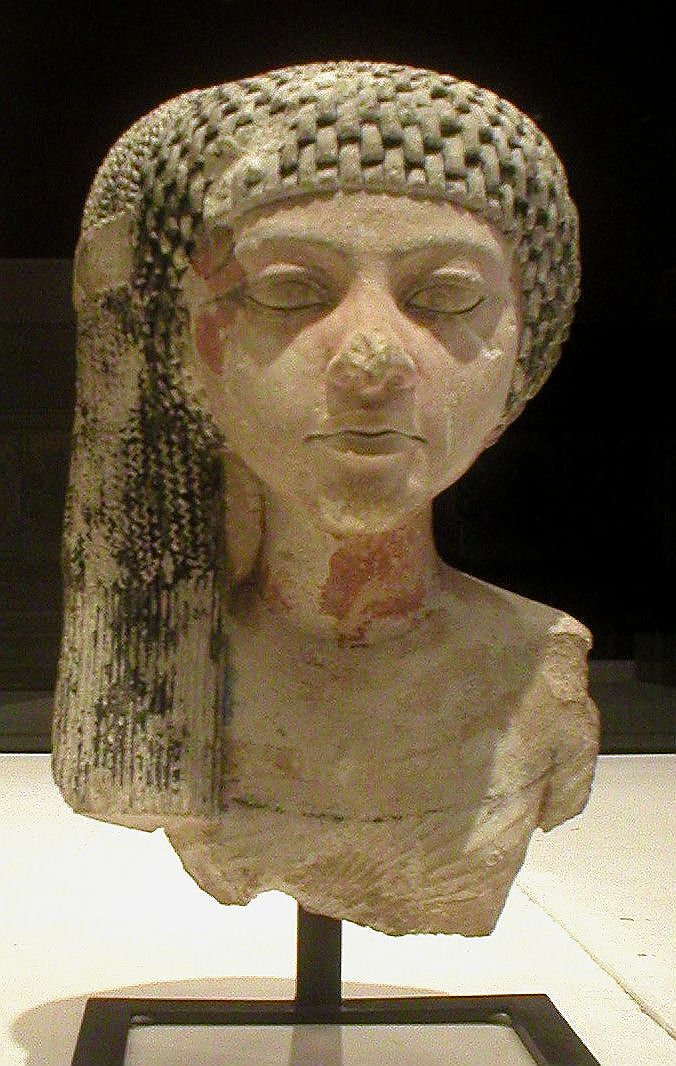
Busto di una principessa amarniana, figlia di Akhenaton, forse Merytaton, in calcare dipinto. Museo del Louvre, Parigi.

### Merytaton?
Vi è anche la teoria secondo cui la Younger Lady sarebbe Merytaton, primogenita di Akhenaton e Nefertiti, oltre che sposa di Smenkhara. Tale teoria si basa sullo studio degli alleli ereditati da Tutankhamon; Merytaten avrebbe sposato Smenkhara, ritenuto suo zio, rendendo così Tutankhamon pronipote di Akhenaten da parte materna.
La teoria prende corpo dalla difficoltà di distinguere fra le generazioni, causata dalle continue unioni fra famigliari. 

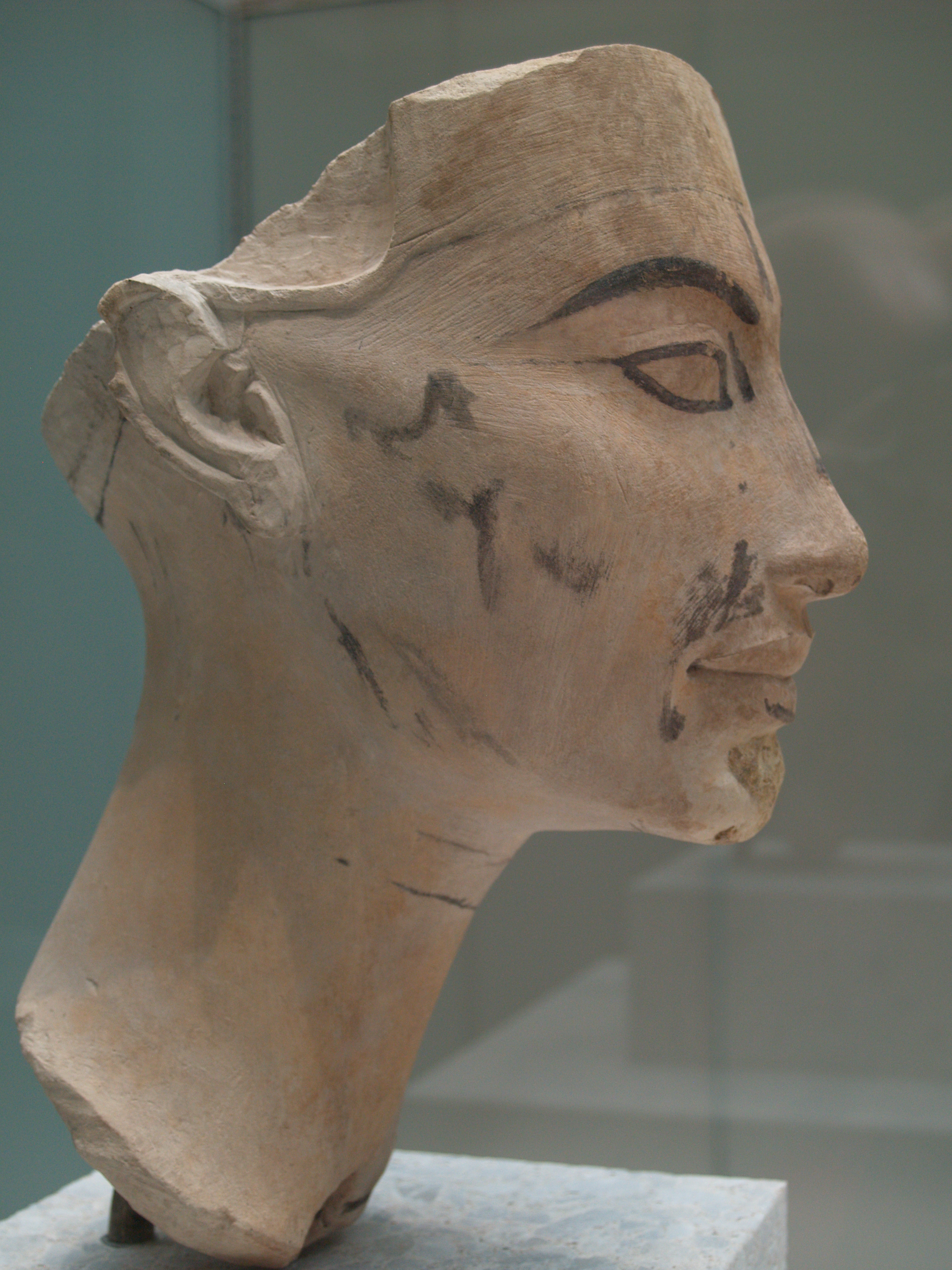
Testa incompiuta di Nefertiti. Neues Museum, Berlino.

Ma questa ipotesi ha un problema. Merytaton dovette essere una discendente mitocondriale della regina Tiy, o della di lei madre Tuia, siccome il DNA mitocondriale della Younger Lady combacia con il suo essere figlia di Tiy. L'ascendenza di Nefertiti non è conosciuta e, qualora Merytaton fosse la Younger Lady, allora Nefertiti dovrebbe discendere da Tuia.

### Nefertiti?
È stato anche suggerito che la Younger Lady sarebbe Nefertiti, siccome l'incesto era pratica molto comune all'interno della famiglia reale (per preservare l'ascendenza, considerata divina). Ciò significherebbe che Akhenaton avrebbe sposato la propria sorella, come aveva già fatto quasi ogni sovrano della XVIII dinastia, e che con lei avrebbe generato Tutankhamon. Una difficoltà che si pone a tale interpretazione è l'età della donna al momento della sua morte: Nefertiti diede alla luce una figlia nell'anno 1 del regno di Akhenaton, e sicuramente era ancora viva nell'anno 16; visse quasi sicuramente fino a dopo i 30 anni. Ciò rende quest'ultima ipotesi piuttosto improbabile.

## Descrizione della mummia
L'anatomista Grafton Elliot Smith ha redatto per primo agli inizi del XX secolo un'attenta descrizione della mummia nel corso dei suoi studi sulle mummie reali dell'Egitto faraonico. Alle sue misurazioni, la mummia risultò alta 158 centimetri e non più vecchia di 25 anni al momento della morte. Elliot Smith prese inoltre nota dei danni maggiori arrecati alla salma dai razziatori di tombe, che ne fracassarono il torace e sottrassero il braccio destro all'altezza della spalla. Già Elliot Smith ipotizzò che si trattasse di un membro della famiglia reale.
In passato anche la grave ferita sul lato sinistro del viso, che distrusse parte della bocca, della mandibola e della guancia, fu ritenuta un risultato dei tombaroli, ma un ri-esame della mummia, svoltosi nell'ambito dei test genetici e delle tomografie computerizzate del 2010, ha rivelato che la ferita fu provocata prima della morte e che costituì probabilmente la causa del decesso della giovane.